# Wioślarstwo na Letnich Igrzyskach Olimpijskich 2008 – jedynka mężczyzn
Jedynka mężczyzn (M1x) – konkurencja rozgrywana podczas Letnich Igrzysk Olimpijskich 2008 w Pekinie między 9 a 16 sierpnia w Parku Olimpijskim Shunyi.

## Harmonogram konkurencji
Wszystkie godziny w standardowym czasie chińskim (UTC+8)
| Godzina                        | Wydarzenie  | Runda         |
| ------------------------------ | ----------- | ------------- |
| Sobota, 9 sierpnia 2008        | 14:50-15:50 | Eliminacje    |
| Poniedziałek, 11 sierpnia 2008 | 16:10-16:50 | Ćwierćfinały  |
| Poniedziałek, 11 sierpnia 2008 | 17:40-18:00 | Półfinały E/F |
| Środa, 13 sierpnia 2008        | 15:10-15:30 | Półfinały C/D |
| Środa, 13 sierpnia 2008        | 15:50-16:10 | Półfinały A/B |
| Środa, 13 sierpnia 2008        | 17:10-17:20 | Finał F       |
| Piątek, 15 sierpnia 2008       | 14:20-14:30 | Finał E       |
| Piątek, 15 sierpnia 2008       | 14:40-14:50 | Finał D       |
| Piątek, 15 sierpnia 2008       | 15:00-15:10 | Finał C       |
| Piątek, 15 sierpnia 2008       | 17:00-17:10 | Finał B       |
| Sobota, 16 sierpnia 2008       | 15:50-16:00 | Finał A       |

## Medaliści
| Złoto  | Norwegia · Olaf Tufte         |
| Srebro | Czechy · Ondřej Synek         |
| Brąz   | Nowa Zelandia · Mahe Drysdale |

## Wyniki

### Eliminacje
- Reguła kwalifikacji: 1-4 → Ć, 5.. → PE/F

#### Eliminacje 1
| Miejsce | Zawodnik               | Kraj       | Czas    | Uwagi |
| ------- | ---------------------- | ---------- | ------- | ----- |
| 1.      | Tim Maeyens            | Belgia     | 7:16,60 | Ć     |
| 2.      | Andre Vonarburg        | Szwajcaria | 7:26,21 | Ć     |
| 3.      | Janis Christu          | Grecja     | 7:29,86 | Ć     |
| 4.      | Santiago Fernández     | Argentyna  | 7:38,87 | Ć     |
| 5.      | Mohsen Shadi           | Iran       | 7:48,24 | PE/F  |
| 6.      | Matthew Lidaywa Mwange | Kenia      | 8:16,09 | PE/F  |

#### Eliminacje 2
| Miejsce | Zawodnik                   | Kraj          | Czas            | Uwagi           |
| ------- | -------------------------- | ------------- | --------------- | --------------- |
| 1.      | Mahe Drysdale              | Nowa Zelandia | 7:28,80         | Ć               |
| 2.      | Anderson Nocetti           | Brazylia      | 7:35,52         | Ć               |
| 3.      | Oscar Vasquez              | Chile         | 7:39,58         | Ć               |
| 4.      | Andrei Jämsä               | Estonia       | 7:48,24         | Ć               |
| 5.      | Dhison Alexander Hernández | Wenezuela     | 7:54,52         | PE/F            |
| -       | Zhang Liang                | Chiny         | nie wystartował | nie wystartował |

#### Eliminacje 3
| Miejsce | Zawodnik                 | Kraj     | Czas    | Uwagi |
| ------- | ------------------------ | -------- | ------- | ----- |
| 1.      | Lassi Karonen            | Szwecja  | 7:14,64 | Ć     |
| 2.      | Marcel Hacker            | Niemcy   | 7:26,71 | Ć     |
| 3.      | Law Hiu Fung             | Hongkong | 7:45,96 | Ć     |
| 4.      | Leandro Salvagno         | Urugwaj  | 7:52,53 | Ć     |
| 5.      | Paul Etia Ndoumbe        | Kamerun  | 7:59,26 | PE/F  |
| 6.      | Norberto Bernárdez Ávila | Honduras | 9:01,27 | PE/F  |

#### Eliminacje 4
| Miejsce | Zawodnik            | Kraj     | Czas    | Uwagi |
| ------- | ------------------- | -------- | ------- | ----- |
| 1.      | Ondřej Synek        | Czechy   | 7:23,94 | Ć     |
| 2.      | Mindaugas Griškonis | Litwa    | 7:28,05 | Ć     |
| 3.      | Bajrang Lal Takhar  | Indie    | 7:39,91 | Ć     |
| 4.      | Mathias Raymond     | Monako   | 7:51,69 | Ć     |
| 5.      | Chaouki Dries       | Algieria | 7:57,65 | PE/F  |

#### Eliminacje 5
| Miejsce | Zawodnik          | Kraj              | Czas    | Uwagi |
| ------- | ----------------- | ----------------- | ------- | ----- |
| 1.      | Alan Campbell     | Wielka Brytania   | 7:14,98 | Ć     |
| 2.      | Peter Hardcastle  | Australia         | 7:17,74 | Ć     |
| 3.      | Patrick Loliger   | Meksyk            | 7:22,55 | Ć     |
| 4.      | Ken Jurkowski     | Stany Zjednoczone | 7:25,13 | Ć     |
| 5.      | Ruslan Naurzaliev | Uzbekistan        | 7:58,43 | PE/F  |

#### Eliminacje 6
| Miejsce | Zawodnik         | Kraj            | Czas    | Uwagi |
| ------- | ---------------- | --------------- | ------- | ----- |
| 1.      | Olaf Tufte       | Norwegia        | 7:20,20 | Ć     |
| 2.      | Sjoerd Hamburger | Holandia        | 7:27,05 | Ć     |
| 3.      | Aly Ibrahim      | Egipt           | 7:43,70 | Ć     |
| 4.      | Wang Ming-hui    | Chińskie Tajpej | 7:46,83 | Ć     |
| 5.      | Rodrigo Ideus    | Kolumbia        | 7:56,85 | PE/F  |

### Ćwierćfinały
- Reguła kwalifikacji: 1-3 → PA/B, 4.. → PC/D

#### Ćwierćfinał 1
| Miejsce | Zawodnik        | Kraj            | Czas    | Uwagi |
| ------- | --------------- | --------------- | ------- | ----- |
| 1.      | Marcel Hacker   | Niemcy          | 6:48,85 | PA/B  |
| 2.      | Alan Campbell   | Wielka Brytania | 6:52,74 | PA/B  |
| 3.      | Andre Vonarburg | Szwajcaria      | 7:02,29 | PA/B  |
| 4.      | Oscar Vasquez   | Chile           | 7:06,61 | PC/D  |
| 5.      | Mathias Raymond | Monako          | 7:11,66 | PC/D  |
| 6.      | Aly Ibrahim     | Egipt           | 7:24,77 | PC/D  |

#### Ćwierćfinał 2
| Miejsce | Zawodnik            | Kraj     | Czas    | Uwagi |
| ------- | ------------------- | -------- | ------- | ----- |
| 1.      | Olaf Tufte          | Norwegia | 6:53,59 | PA/B  |
| 2.      | Mindaugas Griškonis | Litwa    | 6:54,47 | PA/B  |
| 3.      | Janis Christu       | Grecja   | 6:58,28 | PA/B  |
| 4.      | Patrick Loliger     | Meksyk   | 7:04,30 | PC/D  |
| 5.      | Anderson Nocetti    | Brazylia | 7:23,68 | PC/D  |
| 6.      | Leandro Salvagno    | Urugwaj  | 7:26,85 | PC/D  |

#### Ćwierćfinał 3
| Miejsce | Zawodnik         | Kraj            | Czas    | Uwagi |
| ------- | ---------------- | --------------- | ------- | ----- |
| 1.      | Ondřej Synek     | Czechy          | 6:50,23 | PA/B  |
| 2.      | Tim Maeyens      | Belgia          | 6:52,70 | PA/B  |
| 3.      | Peter Hardcastle | Australia       | 7:00,09 | PA/B  |
| 4.      | Andrei Jämsä     | Estonia         | 7:05,48 | PC/D  |
| 5.      | Wang Ming-hui    | Chińskie Tajpej | 7:17,08 | PC/D  |
| 6.      | Law Hiu Fung     | Hongkong        | 7:29,21 | PC/D  |

#### Ćwierćfinał 4
| Miejsce | Zawodnik           | Kraj              | Czas    | Uwagi |
| ------- | ------------------ | ----------------- | ------- | ----- |
| 1.      | Mahe Drysdale      | Nowa Zelandia     | 6:50,18 | PA/B  |
| 2.      | Lassi Karonen      | Szwecja           | 6:50,40 | PA/B  |
| 3.      | Ken Jurkowski      | Stany Zjednoczone | 6:53,26 | PA/B  |
| 4.      | Sjoerd Hamburger   | Holandia          | 6:57,24 | PC/D  |
| 5       | Bajrang Lal Takhar | Indie             | 7:19,01 | PC/D  |
| 6       | Santiago Fernández | Argentyna         | 7:27,60 | PC/D  |

### Półfinały E/F
- Reguła kwalifikacji: 1-3 → FE, 4.. → FF

#### Półfinały E/F 1
| Miejsce | Zawodnik                 | Kraj       | Czas    | Uwagi |
| ------- | ------------------------ | ---------- | ------- | ----- |
| 1.      | Mohsen Shadi             | Iran       | 7:20,34 | FE    |
| 2.      | Rodrigo Ideus            | Kolumbia   | 7:29,71 | FE    |
| 3.      | Ruslan Naurzaliev        | Uzbekistan | 7:35,12 | FE    |
| 4.      | Norberto Bernárdez Ávila | Honduras   | 8:29,65 | FF    |

#### Półfinały E/F 2
| Miejsce | Zawodnik                   | Kraj      | Czas    | Uwagi |
| ------- | -------------------------- | --------- | ------- | ----- |
| 1.      | Dhison Alexander Hernández | Wenezuela | 7:18,85 | FE    |
| 2.      | Paul Etia Ndoumbe          | Kamerun   | 7:29,68 | FE    |
| 3.      | Chaouki Dries              | Algieria  | 7:34,84 | FE    |
| 4.      | Matthew Lidaywa Mwange     | Kenia     | 7:49,17 | FF    |

### Półfinały C/D
- Reguła kwalifikacji: 1-3 → FC, 4.. → FD

#### Półfinały C/D 1
| Miejsce | Zawodnik           | Kraj            | Czas    | Uwagi |
| ------- | ------------------ | --------------- | ------- | ----- |
| 1.      | Patrick Loliger    | Meksyk          | 7:15,53 | FC    |
| 2.      | Oscar Vasquez      | Chile           | 7:17,17 | FC    |
| 3.      | Aly Ibrahim        | Egipt           | 7:20,73 | FC    |
| 4.      | Bajrang Lal Takhar | Indie           | 7:23,00 | FD    |
| 5.      | Wang Ming-hui      | Chińskie Tajpej | 7:23,75 | FD    |
| 6.      | Law Hiu Fung       | Hongkong        | 7:32,61 | FD    |

#### Półfinały C/D 2
| Miejsce | Zawodnik           | Kraj      | Czas            | Uwagi           |
| ------- | ------------------ | --------- | --------------- | --------------- |
| 1.      | Sjoerd Hamburger   | Holandia  | 7:10,06         | FC              |
| 2.      | Andrei Jämsä       | Estonia   | 7:16,38         | FC              |
| 3.      | Anderson Nocetti   | Brazylia  | 7:18,78         | FC              |
| 4.      | Leandro Salvagno   | Urugwaj   | 7:32,83         | FD              |
| 5.      | Mathias Raymond    | Monako    | 7:33,06         | FD              |
|         | Santiago Fernández | Argentyna | nie wystartował | nie wystartował |

### Półfinały A/B
- Reguła kwalifikacji: 1-3 → FA, 4.. → FB

#### Półfinały A/B 1
| Miejsce | Zawodnik         | Kraj       | Czas    | Uwagi |
| ------- | ---------------- | ---------- | ------- | ----- |
| 1.      | Lassi Karonen    | Szwecja    | 6:57,28 | FA    |
| 2.      | Olaf Tufte       | Norwegia   | 6:58,23 | FA    |
| 3.      | Tim Maeyens      | Belgia     | 6:59,65 | FA    |
| 4.      | Marcel Hacker    | Niemcy     | 7:03,05 | FB    |
| 5.      | Andre Vonarburg  | Szwajcaria | 7:14,64 | FB    |
| 6.      | Peter Hardcastle | Australia  | 7:32,79 | FB    |

#### Półfinały A/B 2
| Miejsce | Zawodnik            | Kraj              | Czas    | Uwagi |
| ------- | ------------------- | ----------------- | ------- | ----- |
| 1.      | Ondřej Synek        | Czechy            | 7:03,57 | FA    |
| 2.      | Alan Campbell       | Wielka Brytania   | 7:05,24 | FA    |
| 3.      | Mahe Drysdale       | Nowa Zelandia     | 7:05,57 | FA    |
| 4.      | Janis Christu       | Niemcy            | 7:06,02 | FB    |
| 5.      | Ken Jurkowski       | Stany Zjednoczone | 7:11,52 | FB    |
| 6.      | Mindaugas Griškonis | Litwa             | 7:20,32 | FB    |

### Finały

#### Finał F
| Miejsce | Zawodnik                 | Kraj     | Czas    | Uwagi |
| ------- | ------------------------ | -------- | ------- | ----- |
| 1       | Matthew Lidaywa Mwange   | Kenia    | 7:52,59 |       |
| 2       | Norberto Bernárdez Ávila | Honduras | 8:32,22 |       |

#### Finał E
| Miejsce | Zawodnik                   | Kraj       | Czas    | Uwagi |
| ------- | -------------------------- | ---------- | ------- | ----- |
| 1       | Dhison Alexander Hernández | Wenezuela  | 7:05,12 |       |
| 2       | Mohsen Shadi               | Iran       | 7:06,54 |       |
| 3       | Ruslan Naurzaliyev         | Uzbekistan | 7:09,98 |       |
| 4       | Rodrigo Ideus              | Kolumbia   | 7:18,61 |       |
| 5       | Paul Etia Ndoumbe          | Kamerun    | 7:21,34 |       |
| 6       | Chaouki Dries              | Algieria   | 7:32,82 |       |

#### Finał D
| Miejsce | Zawodnik           | Kraj            | Czas    | Uwagi |
| ------- | ------------------ | --------------- | ------- | ----- |
| 1       | Leandro Salvagno   | Urugwaj         | 7:04,13 |       |
| 2       | Law Hiu Fung       | Hongkong        | 7:06,17 |       |
| 3       | Bajrang Lal Takhar | Indie           | 7:09,73 |       |
| 4       | Mathias Raymond    | Monako          | 7:14,27 |       |
| 5       | Wang Ming-hui      | Chińskie Tajpej | 7:16,28 |       |

#### Finał C
| Miejsce | Zawodnik         | Kraj     | Czas    | Uwagi |
| ------- | ---------------- | -------- | ------- | ----- |
| 1       | Sjoerd Hamburger | Holandia | 6:58,71 |       |
| 2       | Anderson Nocetti | Brazylia | 7:01,54 |       |
| 3       | Patrick Loliger  | Meksyk   | 7:03,97 |       |
| 4       | Oscar Vasquez    | Chile    | 7:07,02 |       |
| 5       | Andrei Jämsä     | Estonia  | 7:19,60 |       |
| 6       | Aly Ibrahim      | Egipt    | 7:26,06 |       |

#### Finał B
| Miejsce | Zawodnik            | Kraj              | Czas    | Uwagi |
| ------- | ------------------- | ----------------- | ------- | ----- |
| 1       | Marcel Hacker       | Niemcy            | 7:07,82 |       |
| 2       | Mindaugas Griškonis | Litwa             | 7:09,23 |       |
| 3       | Andre Vonarburg     | Szwajcaria        | 7:13,07 |       |
| 4       | Janis Christu       | Grecja            | 7:17,74 |       |
| 5       | Ken Jurkowski       | Stany Zjednoczone | 7:22,75 |       |
| 6       | Peter Hardcastle    | Australia         | 7:27,34 |       |

#### Finał A
| Miejsce | Zawodnik      | Kraj            | Czas    | Uwagi |
| ------- | ------------- | --------------- | ------- | ----- |
|         | Olaf Tufte    | Norwegia        | 6:59,83 |       |
|         | Ondřej Synek  | Czechy          | 7:00,63 |       |
|         | Mahe Drysdale | Nowa Zelandia   | 7:01,56 |       |
| 4       | Tim Maeyens   | Belgia          | 7:03,40 |       |
| 5       | Alan Campbell | Wielka Brytania | 7:04,47 |       |
| 6       | Lassi Karonen | Szwecja         | 7:07,64 |       |